# Herzogtum Oppeln

Wappen des Herzogtums Oppeln

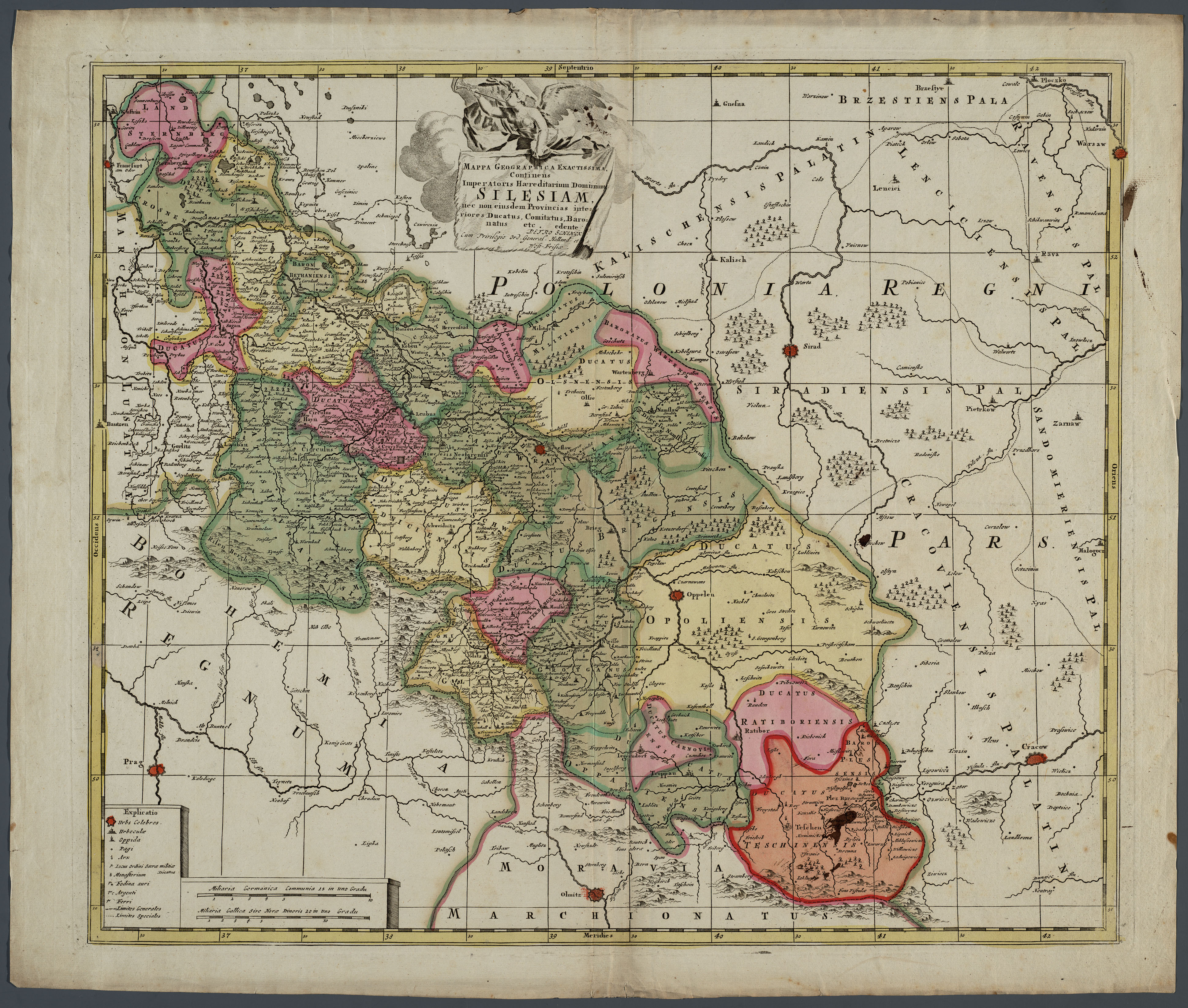
Herzogtum Oppeln (Ducatus Opoliensis), Schlesienkarte von Petrus Schenk, 1710

Das Herzogtum Oppeln (polnisch Księstwo opolskie; tschechisch Opolské knížectví; lateinisch Ducatus Opoliensis) bestand von 1180 bis 1201 als Teilfürstentum Silesia Opoliensis des Herzogs Jaroslaw, des ältesten Sohnes des Herzogs Boleslaw I. von Schlesien; ab 1202 war es mit dem Herzogtum Ratibor verbunden und nach dessen Teilung 1281 ein eigenständiges Herzogtum. Es wurde bis 1532 vom Oppelner Zweig den Schlesischen Piasten regiert, die 1532 mit Herzog Johann II. erloschen. Als Erbfürstentum der Krone Böhmen wurde es mehrmals verpfändet. Residenzort war die gleichnamige Stadt Oppeln.

## Geschichte
Das Gebiet von Oppeln gehörte nach der Teilung Schlesiens 1173 zunächst zum schlesischen Teilgebiet des Herzogs Boleslaw I. Dieser übertrug es 1180 wegen familiärer Machtkämpfe als Herzogtum Silesia Opoliensis seinem Sohn Jaroslaw auf dessen Lebenszeit. Als Gegenleistung musste sich Jaroslaw verpflichten, in den geistlichen Stand zu treten. Nach Jaroslaws Tod am 22. März 1201 fiel das Herzogtum Oppeln vertragsgemäß an seinen Vater Boleslaw zurück. Nachdem auch dieser im selben Jahr am 8. Dezember verstarb, eroberte Boleslaws Bruder Mieszko im Kampf gegen seinen Neffen Heinrich I. im Jahre 1202 das Oppelner Land und verband es auf Dauer mit seinem Herzogtum Ratibor. Da im selben Jahr das für Polen geltende Senioratsprinzip aufgegeben wurde, erlosch die staatsrechtliche Verbindung der schlesischen Gebiete zu Polen, wodurch die bis dahin eigenständigen schlesischen Herzogtümer auch die politische Unabhängigkeit erlangten.
Nach dem Tod von Mieszkos Enkel Wladislaus I. 1281 wurde das Herzogtum Ratibor-Oppeln unter dessen vier Söhne geteilt. Dadurch entstanden die Herzogtümer Ratibor, Beuthen, Teschen, Auschwitz und Oppeln, das Bolko I. erhielt. Nach dessen Tod 1313 wurde das Herzogtum Oppeln unter seine drei Söhne geteilt. Herzog Albert erhielt das Herzogtum Strehlitz und Herzog  Bolko/Boleslaw II. erhielt das Herzogtum Falkenberg. Dessen gleichnamiger Bruder Bolko/Boleslaw II. erhielt das so verkleinerte Herzogtum Oppeln. Er unterstellte sich noch vor dem Vertrag von Trentschin 1327 der Oberhoheit Böhmens, wodurch das Herzogtum Oppeln wie auch die anderen Oppelner Teilfürstentümer ein Lehen der Krone Böhmen wurden.

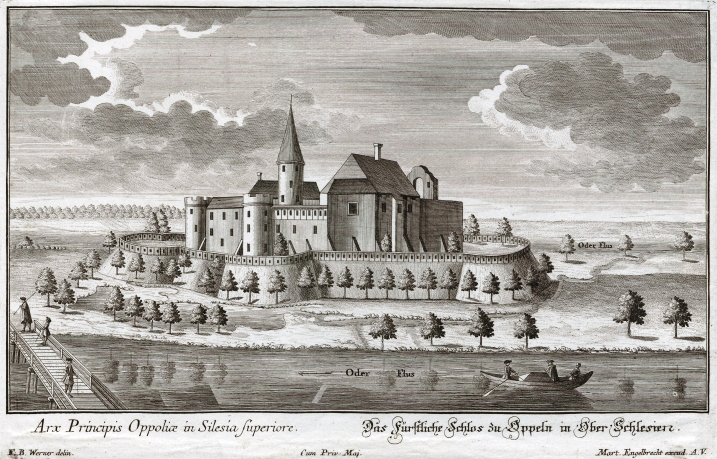
Piastenschloss Oppeln

Bolkos II. Sohn Wladislaus II. von Oppeln, der zunächst gemeinsam mit seinem Bruder Bolko III. das Herzogtum Oppeln regierte, erlangte als Palatin von Ungarn hohe Ämter und umfangreiche Besitzungen in Polen, die er jedoch verlor, nachdem er ab 1391 den Plan verfolgte, das Königreich Polen zu zerschlagen und es zwischen den Königreichen Ungarn und Böhmen, dem Kurfürstentum Brandenburg und dem Deutschen Orden aufzuteilen. Deshalb unternahm der polnische König 1392 Władysław II. Jagiełło einen Kriegszug in das Oppelner Land und verwüstete es. Da Wladislaus bereits 1390 das von ihm 1384 erworbene Herzogtum Jägerndorf an Jobst von Mähren verkauft hatte, lebte er nachfolgend in seinem Herzogtum Oppeln, das er 1393 seinen Neffen Johann I., Bolko IV., Heinrich († 1394) und Bernhard verpfändete, wobei ihm ein lebenslanger Nießbrauch eingeräumt wurde. Nach Wladislaus II. Tod 1401 folgten ihm die Neffen Johann I., Bolko IV. und Bernhard als Herzöge von Oppeln. Sie führten seit etwa 1390 die sogenannte Oppelner Fehde mit dem Rat der Stadt Breslau, die raubrittermäßig geführt wurde und sich bis zum Beginn der Hussitenkriege hinzog.
Nach dem Tod Herzogs Bolko V., der ein Anhänger der Hussiten war, wurden die Herzogtümer Strehlitz und Falkenberg 1460 unter dessen Bruder Nikolaus I. wieder mit Oppeln vereint. Ihm folgten 1476 dessen Söhne Nikolaus II., der 1497 starb und Johann II. Er erwarb 1494 von Wilhelm II. von Pernstein die Herrschaft Gleiwitz. 1495 vergrößerte er sein Herzogtum um Tost, 1498 um Beuthen und 1509 um Cosel. Nach dem Tod des Herzogs Valentin von Ratibor, mit dem die Linie der Troppauer Přemysliden erlosch, erwarb er 1521 das Herzogtum Ratibor, das er mit Oppeln verband. Während seiner Regentschaft wurde 1528 eine in deutscher Sprache verfasste Bergordnung erlassen, die wegweisend für den oberschlesischen Bergbau wurde. 1531 erließ er das Große Landesprivileg, mit dem u. a. die Zugehörigkeit zur Krone Böhmen festgeschrieben und zur Amtssprache das Tschechische bestimmt wurde. Nach Johanns Tod 1532 fiel sein Herzogtum Oppeln-Ratibor als erledigtes Lehen an die Krone Böhmen, wodurch es den Status eines böhmischen Erbfürstentums erlangte.
Die seit 1526 als Könige von Böhmen regierenden Habsburger verpfändeten das Herzogtum Oppeln mehrmals. Pfandnehmer waren 1532–1551 die Markgrafen von Brandenburg-Ansbach, anschließend bis 1557 die ungarische Königin Isabella, 1598 einige Monate der siebenbürgische Fürst Sigismund Báthory und 1622–1623 Fürst Gábor Bethlen. 1645–1666 war es schließlich als Ersatz für nicht bezahlte Mitgift mehrerer nach Polen verheirateter österreichischer Prinzessinnen an das polnische Königshaus der Wasa verpfändet.
Nach dem Ersten Schlesischen Krieg fiel das Herzogtum Oppeln 1742 wie der größte Teil Schlesiens an Preußen und gehörte verwaltungsmäßig ab 1815 zur Provinz Schlesien.

## Herzöge von Oppeln
- 1180–1201 Jaroslaw, ab 1198 Bischof von Breslau
- 1281–1313 Boleslaw (Bolko) I. († 1313), Sohn Wladislaus I. († 1281)
  - 1313–1362/65 Boleslaw II. von Oppeln-Falkenberg († 1362/65), Sohn Boleslaws I.
  - 1313–nach 1366 Albert von Oppeln-Strehlitz († nach 1366), Sohn Boleslaws I.
- 1313–1356 Bolko II. († 1356), Sohn Boleslaws I.
- 1356–1401 Wladislaus II. († 1401), Sohn Bolkos II.
- 1356–1382 Bolko III. († 1382), Sohn Bolkos II.
  - 1360/65–1382 Heinrich von Oppeln-Falkenberg († 1382), Sohn Boleslaws I.
- 1382–1421 Johann I. Kropidlo († 1421), Sohn Bolkos III.
- 1382–1437 Bolko IV. († 1437), Sohn Bolkos III.
  - 1382–nach 1459 Bernhard von Falkenberg und Strehlitz († 1455), Sohn Bolkos III.
- 1437–1460 Bolko V. († 1460), Sohn Bolkos IV.
- 1437–1476 Nikolaus I. († 1476), Sohn Bolkos IV.
- 1476–1497 Nikolaus II. († 1497), Sohn Nikolaus I.
- 1476–1532 Johann II. († 1532), Sohn Nikolaus I.